# Vallnord
Vallnord é uma estação de ski situada em Andorra, nos vales de La Massana e Ordino, apenas a 9 km de Andorra-a-Velha. Inclui os sectores de Pal e Arinsal (unidos por um teleférico desde 2005) com 63 km de pistas no meio de uma zona arborizada, assim como o sector Ordino-Arcalis (situado a alguns quilómetros de distância) com mais 26 km de pistas.